# Amphisbetetus sexspinus
Amphisbetetus sexspinus är en tvåvingeart som beskrevs av Tomasovic 2008. Amphisbetetus sexspinus ingår i släktet Amphisbetetus och familjen rovflugor.
Artens utbredningsområde är Marocko. Inga underarter finns listade i Catalogue of Life.